# Tour der irischen Rugby-Union-Nationalmannschaft nach Südafrika 1961
| Tour der Iren nach Südafrika 1961 | Tour der Iren nach Südafrika 1961 | Tour der Iren nach Südafrika 1961 | Tour der Iren nach Südafrika 1961 | Tour der Iren nach Südafrika 1961 |
| Übersicht                         | S                                 | G                                 | U                                 | N                                 |
| --------------------------------- | --------------------------------- | --------------------------------- | --------------------------------- | --------------------------------- |
| Test Matches                      | 1                                 | 0                                 | 0                                 | 1                                 |
| Sonstige Spiele                   | 4                                 | 4                                 | 0                                 | 0                                 |
| Gesamt                            | 5                                 | 4                                 | 0                                 | 1                                 |
|                                   |                                   |                                   |                                   |                                   |
| Südafrika                         | 1                                 | 0                                 | 0                                 | 1                                 |

Die Tour der irischen Rugby-Union-Nationalmannschaft nach Südafrika 1961 umfasste eine Reihe von Freundschaftsspielen der irischen Rugby-Union-Nationalmannschaft. Sie reiste im Mai und Juni 1961 durch Südafrika und bestritt während dieser Zeit fünf Spiele. Darunter war ein Test Match gegen die südafrikanische Nationalmannschaft, das mit einer Niederlage endete. Hinzu kamen vier weitere Spiele gegen regionale Auswahlteams, die alle von den Iren gewonnen werden konnten.

## Spielplan
- Hintergrundfarbe grün = Sieg
- Hintergrundfarbe rot = Niederlage

(Test Matches sind grau unterlegt; Ergebnisse aus der Sicht Irlands)
| # | Datum         | Gegner                  | Ort           | Stadion              | Ergebnis |
| - | ------------- | ----------------------- | ------------- | -------------------- | -------- |
| 1 | 14. Mai 1961  | Südafrika               | Kapstadt      | Newlands Stadium     | 8:24     |
| 2 | 17. Mai 1961  | South Western Districts | Mossel Bay    | van Riebeeck Stadium | 11:6     |
| 3 | 20. Mai 1961  | Western Transvaal       | Potchefstroom | Olën Park            | 16:6     |
| 4 | 24. Mai 1961  | Rhodesien               | Salisbury     | Glamis Stadium       | 24:0     |
| 5 | 11. Juni 1961 | Boland                  | Wellington    | Boland Stadium       | 16:0     |

## Test Matches
| 14. Mai 1961 | Südafrika                                                                             | 24 : 8         | Irland                                                     | Newlands Stadium, Kapstadt Zuschauer: 35.000 Schiedsrichter: Piet Calitz (Südafrika) |
| 14. Mai 1961 | Versuche: Greenwood (2) Hopwood B. van Zyl (2) Erhöhungen: Nimb (3) Straftritte: Nimb | (13:0) Bericht | Versuche: Kiernan Erhöhungen: Kiernan Straftritte: Kiernan | Newlands Stadium, Kapstadt Zuschauer: 35.000 Schiedsrichter: Piet Calitz (Südafrika) |

Aufstellungen:
- Südafrika: Johan Claassen , Piet du Toit, Colin Greenwood, Ronnie Hill, Douglas Hopwood, Fanie Kuhn, Charlie Nimb, Martin Pelser, Dave Stewart, Piet Uys, Ben-Piet van Zyl, Hennie van Zyl, Hugo van Zyl, Piet van Zyl, Lionel Wilson
- Irland: Ronnie Dawson , Ian Dick, Dion Glass, John Hewitt, Ken Houston, Ronnie Kavanagh, Tom Kiernan, Timothy McGrath, Syd Millar, Bill Mulcahy, Andy Mulligan, Tony O’Reilly, Dennis Scott, Jerry Walsh, Gordon Wood